# Josep Maria Riera i Gassiot
Josep Maria Riera i Gassiot (Barcelona, 1944) és un escriptor i editor català, que ha estat director del Servei de Publicacions de la Universitat Autònoma de Barcelona i propietari de l'Editorial Montflorit. És nebot de l'escriptor Joan Oliver (Pere Quart) i germà del polític i escriptor Ignasi Riera.

## Biografia
És impressor, editor, llibreter i escriptor. Es va llicenciar en Història. Ha estat director del Servei de Publicacions de la Universitat Autònoma de Barcelona. Coneixedor dels processos relacionats amb el món del llibre, ha rebut el premi a la Millor Labor de Promoció i Difusió de l'Edició Universitària, convocat per l'Associació Espanyola d'Editorials Universitàries (AEUE). Riera va ser president de l'AEUE des de 1994 fins al 1998. Ha publicat en total una quinzena de títols diversos, des de novel·la fins a assajos sobre edició, producció i impressió de llibres.
Com a autor ha rebut entre d'altres el Premi Vila d'Ascó de narrativa de 2001, amb la novel·la El forat negre; el Premi Moli d'en Xec en narracions de Ripollet de 1999, per l'obra Garí el Mag; el Premi de Novel·la Breu Ciutat de Mollerussa 1998 (accèsit), per L'ADN de la memòria; el Premi Vila de Puigcerdà 2000, pel conte Quilòmetre set i mig  en l'obra col·lectiva El negre de Surri i altres narracions; el Premi Universitat de Lleida de Novel·la de 1999, per La catedràtica de la vall Moronta, i el IX Premi de Novel·la Valldaura-Memorial Pere Calders de l'Ajuntament de Cerdanyola i la UAB de 2003, per l'obra Les il·lusions perpètues.
També ha format part del grup cultural Perifèrics amb el qual ha publicat dos llibres de relats breus: Contes metropolitans (2001) i E·pitafi (2008). E·Pitafi consta de 7 relats breus que parlen de la mort. Els autors que han format part d'aquest col·lectiu són Ramon Camprubí, Marutxi Beaumont, Montserrat Costas, Isidre Grau, Jordi Condal i Casas i Miquel Sánchez. Forma part del col·lectiu Vespres Literaris de Cerdanyola.

## Obra

### Novel·la
- L'ADN de la memòria. Ed: Pagès Editors, SL. Accèsit, Premi Ciutat de Mollerussa, 1998. ISBN 978-84-7935-540-1
- La catedràtica de la vall Moronta. Ed: Pagès Editors, SL, 1999. ISBN 978-84-7935-626-2
- Sant Cugat i Marraqueix, terres d'artistes. Ed Montflorit Edicions i Assessoraments, 2000. ISBN 8493156205[7]
- El txec Ed: Montflorit Edicions i Assessoraments, 2001 ISBN 84-95705-02-8
- El forat negre. Ed: Edicions el Mèdol, 2002 ISBN 84-95559-50-1
- Les il·lusions perpètues. Ed: Servei de Publicacions de la Universitat Autònoma de Barcelona, 2003[8] ISBN 84-490-2338-6
- Joc de déus. Montflorit Edicions i Assessoraments, 2011[9] ISBN 978-84-15057-18-5

### Narrativa breu
- Garí el Mag. Autors diversos. 1999. Premi Moli d'en Xec en narracions de Ripollet.
- Quilòmetre set i mig dins del llibre El negre del surri i altres narracions. Autors diversos,. Ed: Garsineu Edicions, 2001 ISBN 9788495194299
- Contes metropolitans. Autors diversos. Ed: Montflorit Edicions i Assessoraments, 2001[10]
- E·pitafi. Ed: Montflorit Edicions i Assessoraments, 2008[11]

### Assaig
- L'ofici d'editor. Ed: Montflorit Edicions i Assessoraments, 2005[12]
- L'ofici d'impresor. Ed: Montflorit Edicions i Assessoraments, 2005
- LGAI, Laboratori General d'Assaigs i Investigacions: 1907-2008: cent anys d'història. Documentació: Sílvia Marimon; editor: Josep Maria Riera. : Montflorit Edicions i Assessoraments, 2008
- Els oficis de la tipografia: la impremta Pal·las AG.:[13] Montflorit Edicions i Assessoraments, 2009

## Premis i reconeixements
- 1998 - Premi de Novel·la Breu Ciutat de Mollerussa (accèsit)
- 1999 - Premi Universitat de Lleida de Novel·la per La catedràtica de la vall Moronta[14]
- 1999 - Premi Moli d'en Xec en narracions de Ripollet, per l'obra Garí el Mag[15]
- 2000 - Premi Vila de Puigcerdà per El negre del surri i altres narracions[16]
- 2000 - Premi a la Millor Labor de Promoció i Difusió de l'Edició Universitària[4]
- 2001 - Premi Vila d'Ascó de narrativa per El forat negre[17]
- 2003 - IX Premi de Novel·la Valldaura-Memorial Pere Calders de l'Ajuntament de Cerdanyola i la UAB per l'obra Les il·lusions perpètues[18]